# Tablet Asus Eee Pad Transformer Prime
O Asus Eee Pad Transformer Prime é um tablet e netbook da empresa Asus criado em novembro de 2011 com sistema Android 3.2. O tablet foi lançado em Taiwan em 01 de dezembro de 2011 e no Canadá e Estados Unidos em 19 de dezembro de 2011.

## Características
O Eee Pad é um computador tablet com uma "10.1 IPS multi-touch da tela com uma resolução de 1280x800 e uma Nvidia Tegra 3 system-on-a-chip (SoC). Tem um 802.11b/g/n Wi-Fi módulo e um leitor de cartão microSD. O sistema Android 3,2 Honeycomb

## Tela
A tela do Eee Pad é semelhante aos concorrentes, com LED multitoque de 10.1 polegadas, com definição de 1280 x 800 pixels. Possui tecnologia IPS com ângulo de visão de até 178º (sem perda de qualidade) e, Gorilla Glass que previne arranhões.

## Docking teclado
O tablet possui um teclado opcional com teclas de ancoragem (trava); este tem o formato QWERTY;  trackpad; uma USB 2.0; uma porta SD leitor de cartão e; uma bateria adicional que aumenta a vida útil da bateria de 12 horas a 18 horas.

## Software
O primeiro Eee Pad será carregado com Android 3.2 (Honeycomb) e será atualizado para o Android 4.0 (Ice Cream).

## Recepção
O netbook tem se destacado por sua performance gráfica em jogos otimizados para o Tegra 3, com Riptide GP levando a uma descrição de "awesome". Em contrapartida, as velocidades de transferência de arquivo para a escrita foram um dos mais lentos neste formato que foram testados.